# Płycina

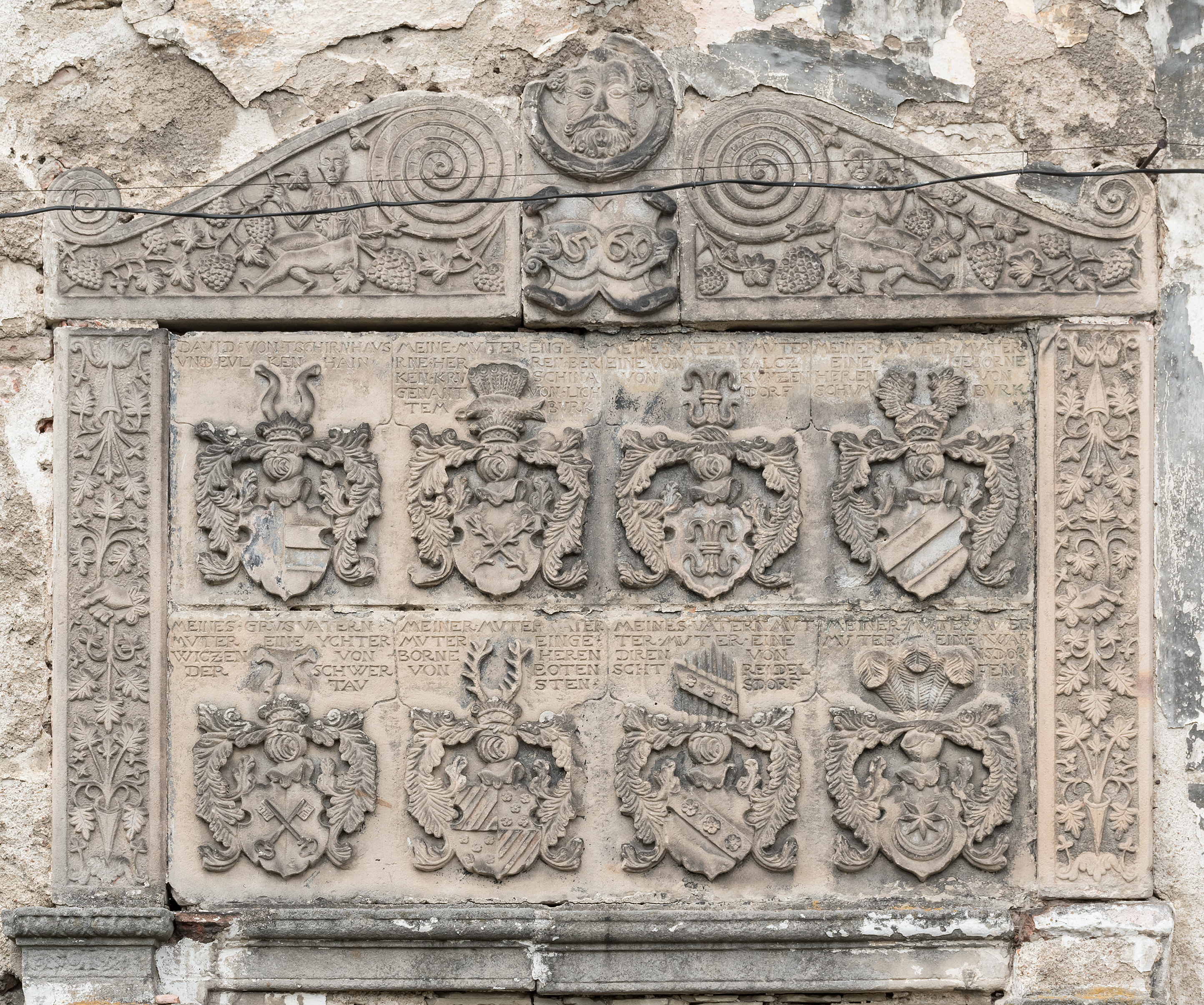
Płycina na dworze w Roztokach

Płycina – element dekoracyjny w kształcie fragmentu płaszczyzny (ściany, stropu, elewacji) ujęty w obramowanie, zwykle z profilowanych listew, czasem wklęsły lub wypukły. Zazwyczaj płycina posiada kształt czworoboku, może być owalna, okrągła lub nieregularna. Pole płyciny bywa dekorowane płaskorzeźbą, malowidłem, intarsją lub innymi technikami zdobniczymi. Stosowane szczególnie w architekturze starożytnego Rzymu i nowożytnej.
W stolarce budowlanej i meblarstwie jest to cienka deseczka w okładzinach ścian (boazeriach), wypełnienie lub okładzina skrzydła drzwi. Deseczki te są fazowane i mocowane we wpust lub wręg, obramione listwami.

## Płycina heraldyczna
Płyciny zawierające herby szlacheckie znajdują się m.in. w zabytkowych dworach w: Mojęcicach, Roztokach, Starej Łomnicy; pałacach w: Wleniu, Dużej Wólce i w kościele (Jędrzychów).

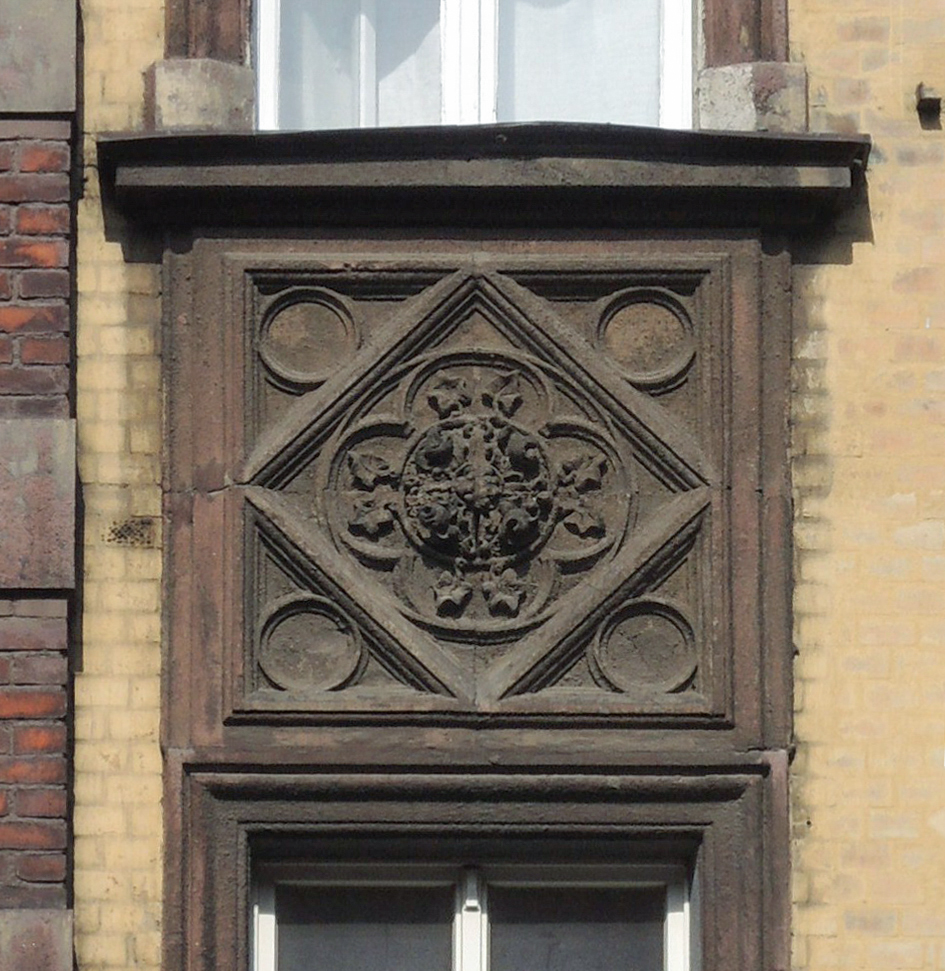
Rzeźbiona płycina między oknami
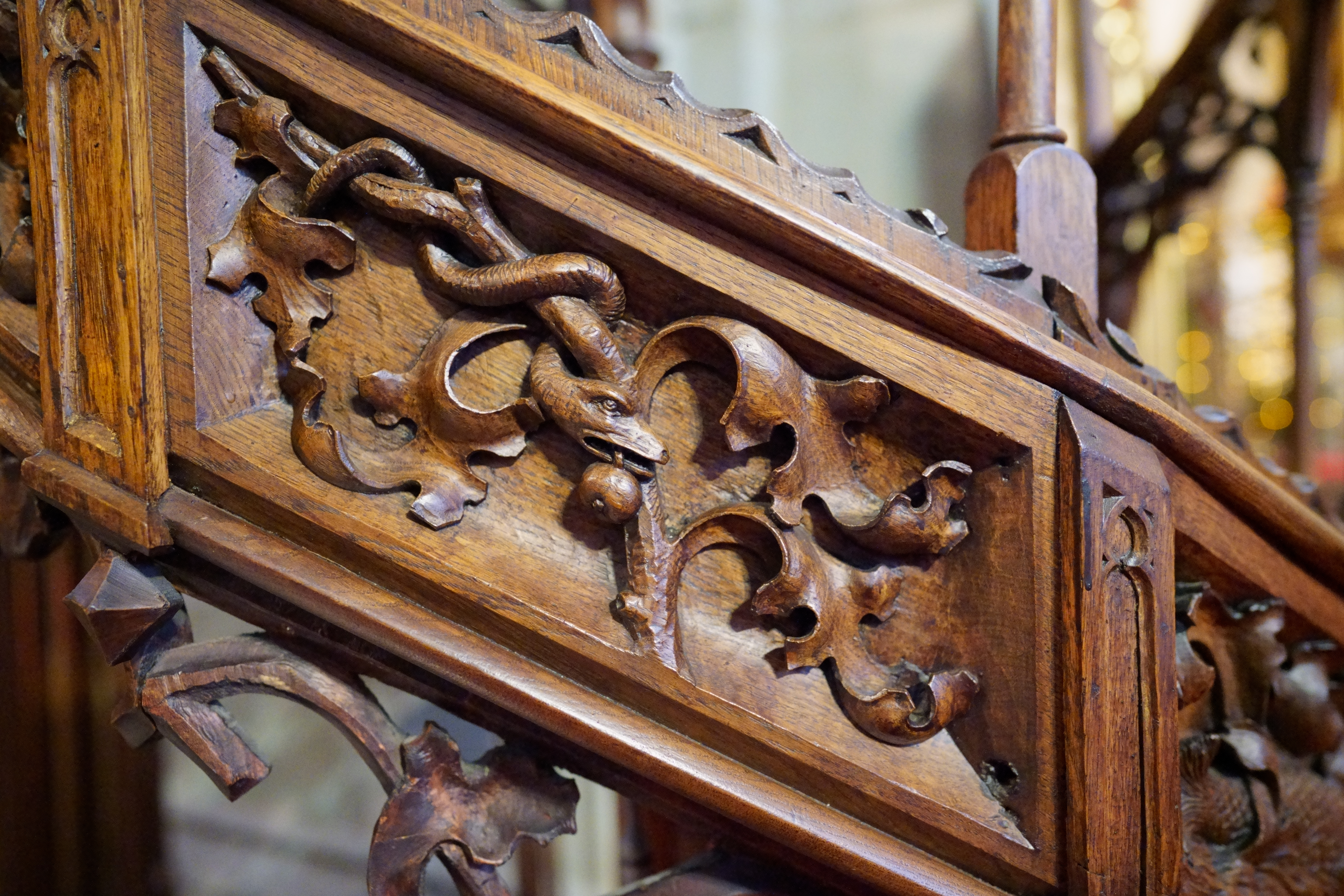
Płycina na schodkach ambony
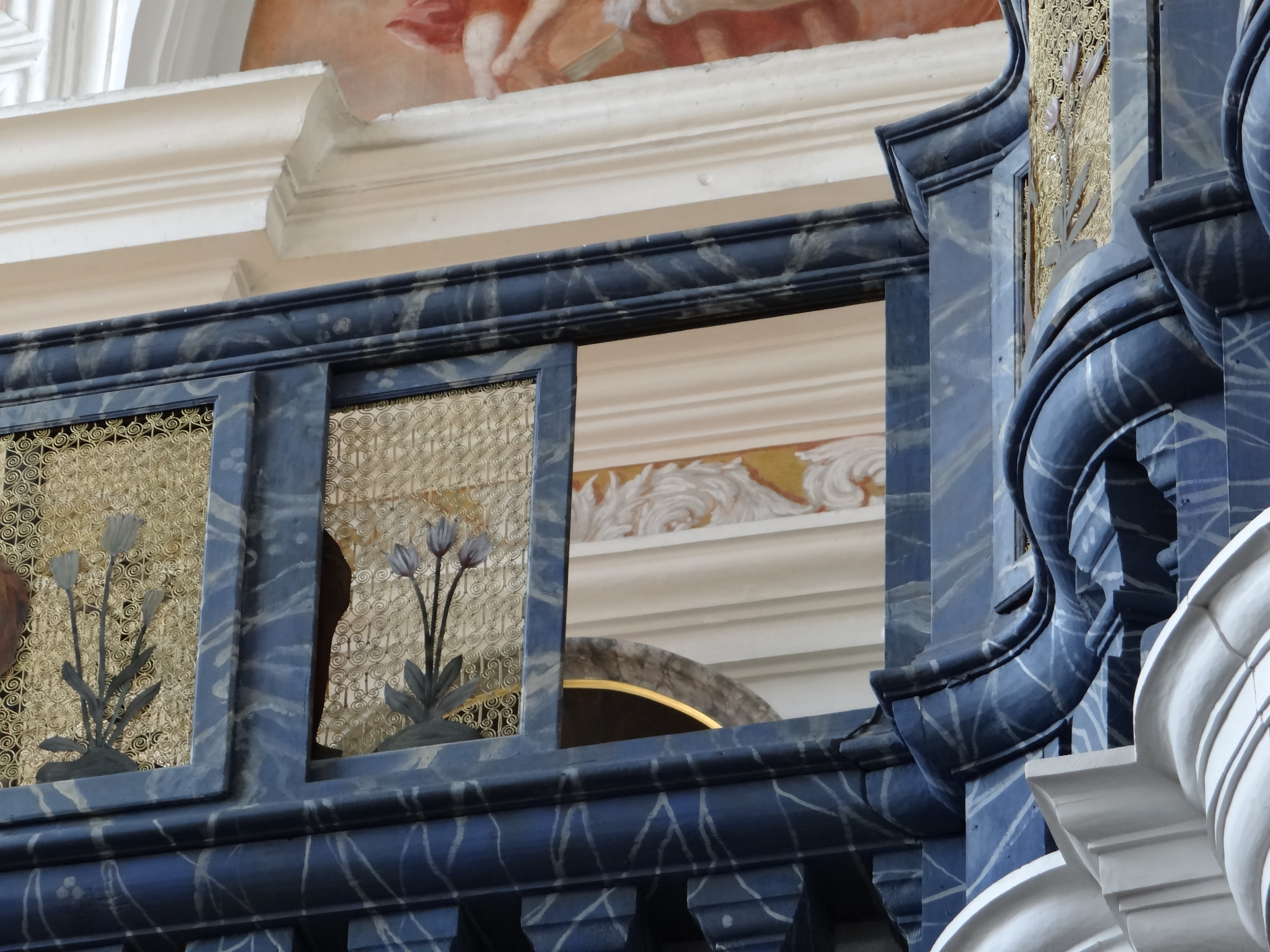
Płycina na balkonie chóru
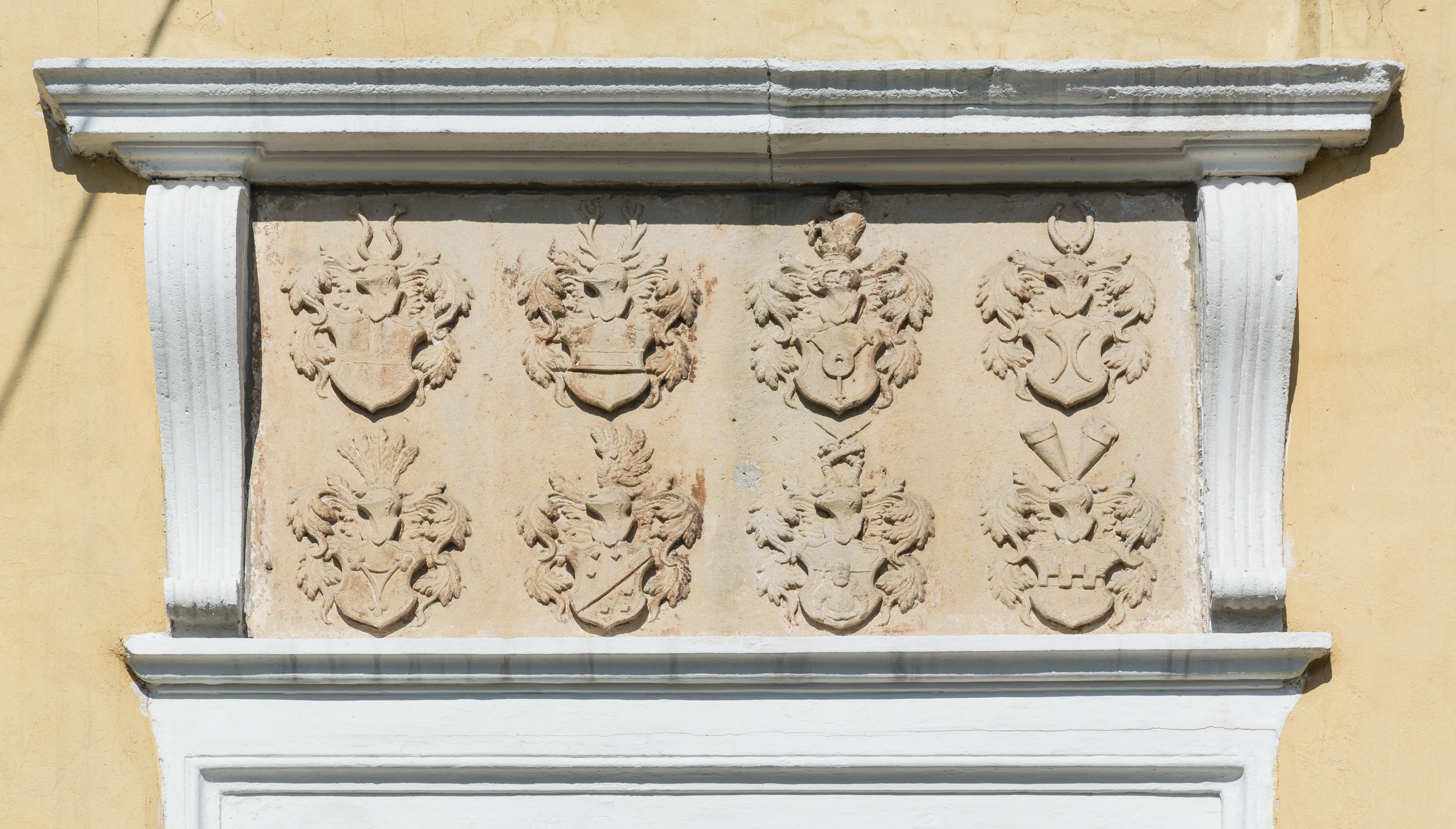
Płycina z herbami na dworze w Starej Łomnicy
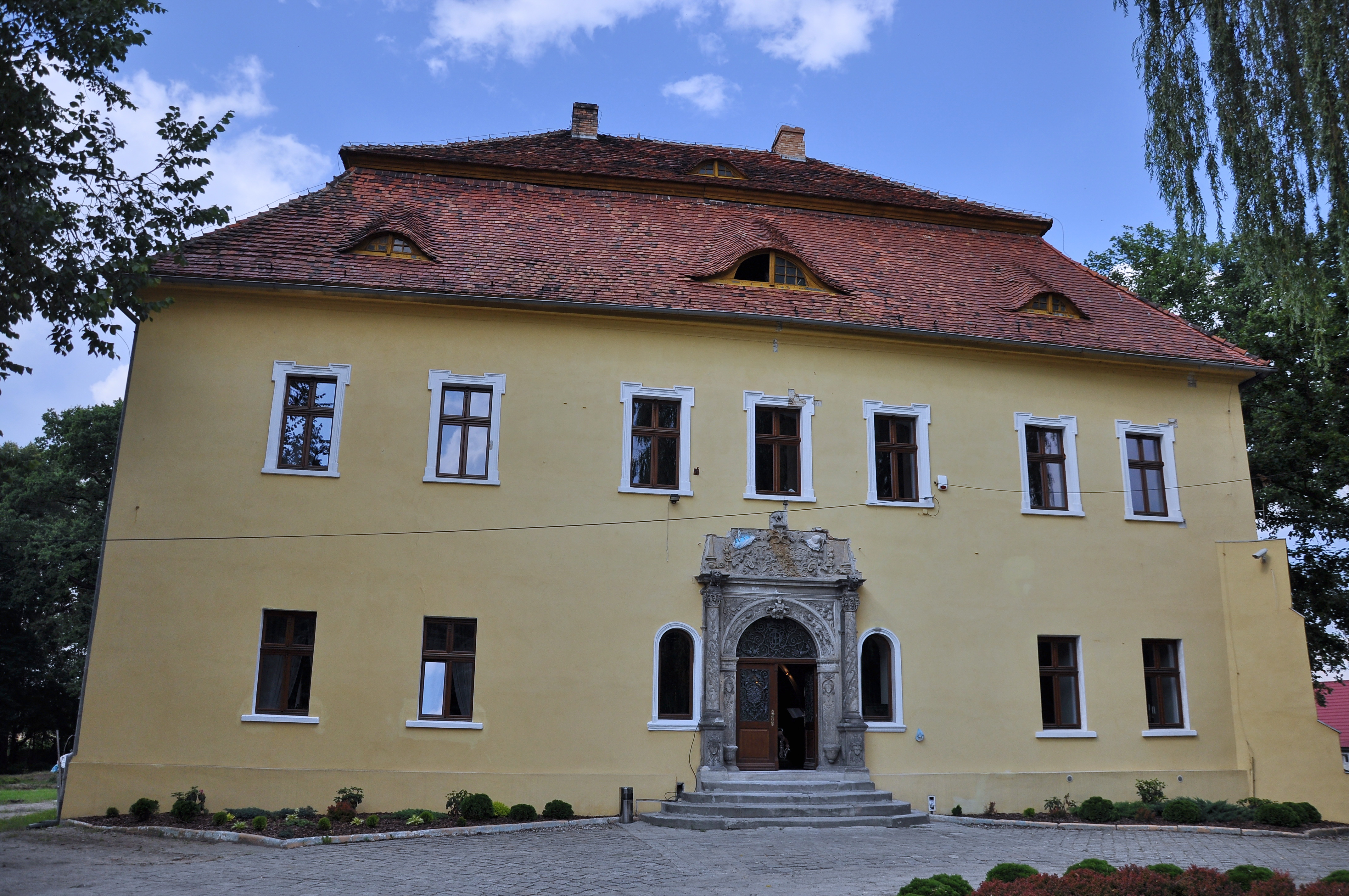
Dwór obronny w Mojęcicach